# Labienus crassus
Labienus crassus es una especie de coleóptero de la familia Passalidae.

## Distribución geográfica
Habita en Ternate y Bacan en (Indonesia).